# بن غريم
بن غريم هو بطل خارق في مارفل كومكس من ابتكار ستان لي وجاك كيربي،ظهرت الشخصية لأول مرة في نوفمبر 1961.